# Bembix moebii
Bembix moebii  (лат.) — вид песочных ос рода Bembix из подсемейства Bembicinae (Crabronidae). Обнаружены в южной и восточной Африке от Танзании и Эфиопии до ЮАР. Среднего размера осы: длина тела около 2 см. Тело коренастое, чёрное с развитым жёлтым рисунком. Лабрум вытянут вперёд подобно клюву. В качестве жертв отмечены мухи из семейства Tabanidae. Вид был впервые описан в 1893 году австрийским энтомологом Антоном Хандлиршом (Anton Handlirsch, 1865—1935) по материалам из Мозамбика
.